# Olga Paredes
Olga Paredes (La Paz, Bolivia; Octubre de 1984) es una arquitecta y wikipedista boliviana. En agosto de 2022 fue nombrada wikipedista del año  por el cofundador de Wikipedia, Jimmy Wales, durante el evento anual Wikimania 2022, por sus contribuciones en la divulgación del conocimiento libre y para reducir la brecha de género en Wikipedia en español. Es la primera persona de Latinoamérica en lograr dicho galardón.
Es arquitecta por la Universidad Mayor de San Andrés. Además de ser coordinadora en Wikimedistas de Bolivia, también forma parte de Wikimujeres, Geochicas y edita en OpenStreetMap.